# Михаил Чигорин
Михаил Иванович Чигорин (на руски: Михаи́л Ива́нович Чиго́рин) е руски шахматист, един от най-великите шахматни класици. Считан е за основоположник на руската шахматна школа.

## Биография
Чигорин е роден на 12 ноември 1850 г. в Гатчина. Когато е 8-годишен остава сирак. Първоначално за него се грижи леля му, но скоро е изпратен в интернат за сираци, откъдето „за участие в безредици“ е изключен през 1868 г. Научава се да играе шах като 16-годишен ученик. Започва да се занимава сериозно с играта по-късно, 21-годишен, в кафенетата и клубовете в Санкт Петербург. Утвърждава се като най-силния шахматист на Руската империя.
През 1881 г. участва за първи път на международен турнир – в Берлин, където разделя третото място. През 1883 г. играе отлично и печели турнира в Лондон. Бъдещият първи световен шампион по шахмат Вилхелм Щайниц счита Чигорин за най-неудобния си съперник. Във Виена през 1882 г. двамата завършват 1-1, в Лондон през 1883 г. Чигорин печели с 2-0. Затова Щайниц посочва Чигорин като съперник в мач за определяне на световния шампион по шахмат през 1889 г. През 1889 г. губи мача срещу Щайниц, игран в Хавана с 10,5-6,5.
Впоследствие Чигорин завършва реми мач за определяне на претендента срещу Исидор Гунсберг и играе кореспондентен мач с Щайниц. На 1 януари 1892 г. започва вторият му мач за определяне на световния шампион срещу Щайниц, отново в Хавана. Чигорин повежда с 8-7, но Щайниц успява да достигне първи до 10 победи и по този начин да спечели мача. Чигорин почти успява да спечели титлата, но губи с нелепа грешка.
През 1893 г. Чигорин играе мач за определяне на претендента срещу Зигберт Тараш в Санкт Петербург, който завършва +9-9=4 и определя Чигорин като претендент. На „турнира на века“ в Хейстингс през 1895 г. заема второто място, като се класира пред Емануел Ласкер, Щайниц и Тараш, като печели и двете партии срещу Щайниц. Заема първо място на турнира в Будапеща. Печели турнирите в Монте Карло през 1901 г. и във Виена през 1903 г.

## Стил
Стилът на Чигорин е универсален. Той е еднакво добър както в атака, така и в защита. Чигорин вижда шахмата като изкуство и оставя спортния елемент на заден план. В атака Чигорин има острокомбинационен стил и е виртуоз на разнообразни гамбити. В по-късните си години е считан за „последния шахматен романтик“.

## Обществен живот
Чигорин издава шахматните списания „Шахматный листок“, „Шахмтный вестник“ и „Шахмтый“ и работи за организирането на шахматния живот и популяризирането на играта. Организира обединението на руските шахматисти и организира първия всерусийски турнир през 1899 г.
След успеха в Будапеща Щайниц пише в писмо до Чигорин: „Вашата победа донесе огромна слава на Русия, която в последно време направи най-много за развитието на шахмата. Тя, безспорно, дължи това и на Вашия гений и авторитет“. Според полския шахматист Шимон Винавер Чигорин е „роден гений“ и „първият руснак, който започна да работи за създаването на обществен живот в Русия“.

## Наследство
В знак на признателност към Чигорин в Санкт Петербург, Москва, Ростов на Дон и Сочи, се организират шахматни мемориали. Победители в тях са били Ласкер, Акиба Рубинщайн, Михаил Ботвиник, Борис Спаски, Михаил Тал, Виктор Корчной и Лев Полугаевски.